# Josef Allen Hynek
Josef Allen Hynek (Chicago, 1. svibnja 1910. – Scottsdale, 27. travnja 1986.), američki astronom, sveučilišni profesor i ufolog. Poznat je po tome što je ustanovio klasifikaciju bliskih susreta.
Diplomirao je 1931. godine na Sveučilištu u Chicagu, gdje je i doktorirao 1935. godine. Po završetku školovanja zaposlio se na državnom Sveučilištu u Ohiju, gdje je radio do 1956. godine. Četiri je godine radio na Smithsonian Astrofizičkom opservatoriju (1956. – 1960.), da bi potom postao direktor opservatorija Dearborn na Sveučilištu Northwestern u Evanston, Illinois, gdje je bio zaposlen do umirovljenja 1980. godine.
Pristupio je istraživanju NLO-a kao skeptik, ali je s vremenom postao uvjeren da se neki izvještaji ne mogu objasniti na konvencionalan način. Sprijateljio se s drugim NLO entuzijastom, postdiplomskim studentom Jacquesom Valleeom, koji ga je potaknuo da se nastavi baviti istraživanjima tih fenomena. Godine 1972. optužio je, u knjizi Iskustvo NLO-a, Ratno zrakoplovstvo SAD-a za nesposobnost pri istraživanju fenomena NLO-a, da bi sljedeće godine bio jedan od osnivača Centra za izučavanje NLO-a.
Sudjelovao je kao civilni savjetnik u projektima istraživanju fenomena NLO-a koje je organiziralo Ratno zrakoplovstvo SAD-a: Projekt Znak (1947. – 1949.), Projekt Grudge (1949. – 1952.) i Projekt Plava knjiga (1952. – 1969.).
Godine 1977. sudjelovao je kao tehnički savjetnik na setu snimanja znanstvenofantastičnog filma Bliski susreti treće vrste, redatelja Stevena Spielberga.